# Casio SL-790ER
Le SL-790ER est une calculatrice de poche commercialisée par Casio.

Elle a été remplacée par la casio SL-790VER qui offre des fonctionnalités et un encombrement équivalents avec un nouveau design.

## Caractéristiques
- Affichage à cristaux liquides 8 chiffres
- Alimentation : solaire et pile
- Dimensions : 6,4 × 98 × 67 mm
- Poids en grammes : 38

## Fonctions
- Affichage du signe opération +, -, ×, ÷
- Calcul avec facteur constant +, -, ×, ÷
- Mémoire indépendante M+, M-, MRC
- Calcul de % avec calcul de marge
- Conversion euro